# نرخ بهره شناور
نرخ بهره شناور 
(انگلیسی: Floating interest rate)
نرخ بهره‌ای است که با تغییر عواملی مانند نرخ بهرهٔ بازار، شاخص بازار سهام ،نرخ تورم و ... تغییر می‌کند. این نوع نرخ بهره نقطهٔ مقابل نرخ بهرهٔ ثابت است که در ان نرخ بهرهٔ بدهی در مدت زمان توافق شده ثابت می‌ماند. نرخ بهرهٔ شناور را می‌توان نرخ بهرهٔ متغیر یا قابل تنظیم نیز نامید.
این نوع نرخ بهره برای انواع ابزارهای بدهی مانند وام، اوراق قرضه و اسناد رهنی استفاده می‌گردد.
نرخ بهرهٔ شناور معمولاً تغییر در یک نرخ مرجع است (نرخ مرجع هر عاملی می‌تواند باشد مانند: شاخص قیمت مصرف کننده، شاخص تورم، نرخ بهرهٔ بازار و ...) یکی از شایعترین نرخ‌های مرجعی که به عنوان نرخ پایه مورد استفاده قرار می‌گیرد نرخ بهرهٔ بین بانکی لندن (LIBOR) است. (لایبور نرخی بهرهٔ وام‌های بین بانکی است)
با در نظر گرفتن یک حاشیه مثبت برای نرخ پایه، معمولاً نرخ بهرهٔ شناور از نرخ پایه بیشتر است. برای مثال: ممکن است نرخ بهرهٔ ۶ ماهه برای یک وام ۵ ساله لایبور + ۲٫۵ درصد باشد.
برای وام‌های تجاری در دوره‌های ۱ ،۳، ۶ و ۱۲ ماهه معمولاً از نرخ بازار پول به عنوان نرخ مرجع استفاده می‌کنند.
به‌طور معمول هزینهٔ وام‌های شناور از وام‌های با نرخ بهرهٔ ثابت کمتر است و این را می‌توان در منحنی بازده مشاهده کرد. اما در مواقعی که منحنی بازده معکوس است هزینهٔ وام گیری با نرخ شناور از هزینهٔ وام گیری با نرخ ثابت بالاتر می‌رود.
در بسیاری از موارد وام دهندگان تمایل دارند تا وام‌های بلند مدت را با نرخ شناور عرضه کنند و این به دلیل وجود ریسک نرخ بهره است. (نگرانی از این بابت که با افزایش نرخ بهره در آمد حاصل از بهرهٔ آنها کاهش یابد)
وام‌های شناور (و به خصوص وام‌های رهنی) دارای ویژگی‌های خاصی هستند که از آن جمله می‌توان به نرخ بهرهٔ پوششی، محدودیت در حداکثر کردن نرخ بهره و همچنین محدودیت در حداکثر تغییر در نرخ بهرهٔ مجاز اشاره کرد.

## وام با نرخ شناور
در تجارت و امور مالی نرخ شناور وام (نرخ تعدیل شده یا متغیر وام) به اصل و نرخ بهرهٔ شناور آن وام بستگی دارد. تمام نرخ پرداخت شده توسط مشتری به نسبتی از نرخ پایه شناور است.
مدت بازپرداخت وام ممکن است به نسبت طولانی‌تر از قاعده‌ای باشد که نرخ وام شناور قیمت گذاری می‌شود. به عنوان مثال یک سند رهنی ۲۵ ساله ممکن است با نرخ اولیهٔ استقراض ۶ ماهه قیمت گذاری شود.
وام‌های شناور در صنعت بانکداری رواج دارند و بیشتر مورد استقبال شرکت‌های بزرگ قرار می‌گیرند.
در بسیاری از کشورها استفاده از وام‌های رهنی و وام‌های شناور رایج است و ممکن است آنها را با نام‌های مختلف بشناسند (مانند وام مسکن با نرخ قابل تنظیم در ایالات متحده). در برخی از کشورها نام خاصی برای این وام‌ها وجود ندارد و تنها با عنوان وام شناور شناخته می‌شوند. (مانند کانادا که میزان قابل توجهی از اسناد رهنی با نرخ شناورند)
ممکن است وام گیرنده یک نرخ بهرهٔ ثابت برای هر دوره ما بین ۶ ماه تا ۱۰ ساله انتخاب کند اگرچه ممکن است مدت واقعی وام ۲۵ سال یا بیشتر باشد.
نام دیگر وام‌های شناور، وام‌های آنی است اما با یک مفهوم مجزا! در این نوع وام‌ها آخرین پرداخت قسمت عمده‌ای از وام را شامل می‌شود. (مانند وام مضاربه که قسمت عمدهٔ وام در پایان باز پرداخت می‌گردد)
وام آنی بر خلاف وام‌های سرمایه‌ای پرداخت‌های منظم در مدت معیین ندارد و نقطهٔ مقابل این نوع وام هاست. (وام‌های سرمایه‌ای وام‌هایی هستند که برای تقویت حقوق صاحبان سهام به یک واحد تجاری پرداخت می‌شوند و دارای نرخ ثابت و دوره‌های پرداختی مشخص می‌باشند)

## مثال برای نرخ بهرهٔ شناور
یک مشتری ۲۵۰۰۰ دلار از بانک وام می‌گیرد. شرایط وام ۶ ماهه با نرخ لایبور + ۳٫۵ درصد است. در زمان صدور وام نرخ لایبور ۲٫۵ درصد است. برای ۶ ماه اول وام گیرنده ۶ درصد سود به بانک پرداخت می‌کند (۱۵۰۰ دلار). نرخ لایبور به ۴ درصد افزایش میابد و مشتری برای نیم سال دوم ۷٫۵ درصد (۱۸۷۵ دلار) به بانک پرداخت می‌کنند. در آغاز سال دوم لایبور به ۱٫۵ درصد کاهش میابد و هزینهٔ استقراض برابر با ۵ درصد (۱۲۵۰ دلار) می‌شود.
وام شناور تغییرات نرخ بهره را پوشش می‌دهد و برای وام گیرنده و وام دهنده این تضمین را ایجاد می‌کند که جریان‌های نقد آینده از بعضی از سطوح از پیش تعیین شده تجاوز نکند.